# フレンキー・デ・ヨング
フレンキー・デ・ヨング（Frenkie de Jong, 1997年5月12日 - ）は、オランダ・南ホラント州アルケル出身のサッカー選手。ラ・リーガ・FCバルセロナ所属。オランダ代表。ポジションはMF。弟にユーリ・デ・ヨングがいる。

## クラブ経歴

### 幼少期
1997年5月12日、オランダ南ホラント州の町アルケルで、サッカー選手の母親と地元のアマチュアクラブのASVアルケルでプレーした父親、さらに祖父もかつてアマチュアサッカー選手というスポーツ一家の中で生まれた。ASVアルケルでサッカーを始めたデ・ヨングは、すでに6歳で才能の片鱗を発揮し、RKCヴァールヴァイクが獲得オファーを出すも両親が時期尚早と判断しこれを断った。

### ヴィレムII
順調に成長し、2005年にフェイエノールトかヴィレムIIかの選択を迫られ、「デ・ヨング自身が快適に過ごせるクラブ」としてヴィレムIIへの加入を選んだ。早くからヴィレムII史上最高のタレントと見なされ、2013年8月1日（16歳の頃）に3年間のプロ契約を結んだ。リザーブチームでプレーしていた2014-15シーズンにはウィンターブレイク中のトップチームのトレーニングキャンプにも参加した。2015年5月10日、エールディヴィジ・ADOデン・ハーグ戦でトップチームデビューを果たした。

### アヤックス

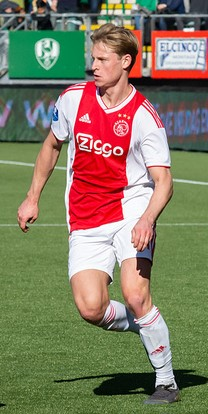
アヤックスでプレーするデ・ヨング（2019年）

即座に価値を示したデ・ヨングにはアヤックスとPSVが関心を示し、デ・ヨングはヴィレムIIとの残り1年となった契約の延長を拒否した。アヤックスがヴィレムIIに多くの選手をレンタルしていたことも影響し、ヴィレムIIはユースで10年間かけて育てたトップタレントに移籍金としてわずか1ユーロ（その内40セントはRKCに）、1年間はそのままヴィレムIIにレンタルで残し、さらにアヤックスからルーカス・アンデルセンもレンタルさせることでアヤックス・アムステルダムと移籍合意し、2015年夏の移籍市場の間に4年契約を結んだ。それに対して交渉過程で自分たちの取り分を求めていた、ヴィレムIIと共同地域ユースを持つRKCが9万ユーロの移籍金を要求して裁判に訴えようとしたが、最終的に2016年9月28日にRKCが条件を受け入れてヴィレムIIと合意に至った。

### 2016-17シーズン
アヤックス移籍合意後のヴィレムIIでは、監督のユルヘン・ストレペルが自分たちの選手を優先し、デ・ヨングにほとんどトップチームでの出場時間を与えなかったことで冬にアムステルダムに戻り、ヨング・アヤックスに加わった。2016-17シーズンもヨング・アヤックスでプレーし、エールステ・ディヴィジのシーズン最優秀若手選手に選ばれている。

### 2017-18シーズン
トップチームに昇格した2017-18シーズン途中には本来の中盤のポジションであるMFからDMFにコンバートされ、チームの守備に安定感をもたらした。トップチーム1年目にしてスタメンの座を勝ち取り、エールディヴィジ22試合に出場すると、リーグトップとなるパス成功率（91.5％）とドリブル成功率（93.5％）を記録した。

### 2018-19シーズン
2018-19シーズン、デ・ヨングはドニー・ファン・デ・ベークやマタイス・デ・リフトらとともにアヤックスの若手主体のチームで司令塔として活躍。国内リーグ戦とカップ戦の二冠制覇に貢献。UEFAチャンピオンズリーグではラウンド16で大会三連覇中のレアル・マドリードを逆転で破り、さらに準々決勝でもユヴェントスを退けてアヤックスにとって22年ぶりとなる準決勝進出を経験した。

### FCバルセロナ
2019年1月23日、7月1日からFCバルセロナに加入することが発表された。契約期間は5年間で、移籍金は7500万ユーロ、1100万ユーロのボーナス込みで最大8600万ユーロ。その内ヴィレムIIに600万ユーロ超、RKCに約400万ユーロが分配されることが決まった。エールディヴィジの選手としては史上最高額、オランダ人選手としては同じくヴィレムIIユース出身のフィルジル・ファン・ダイクに続く史上2番目の高額移籍となる。デ・ヨングにとってバルセロナは幼い頃から憧れのクラブであり、彼はその夢を叶えることとなった。
プジョル、シャビ、イニエスタ、ブスケツ、ピケ、ダニエウ・アウヴェス、ペドロ、メッシ、エトー、ビジャ。なんてチームなんだ！グアルディオラのチームは史上最高だった。彼らを見るのは楽しかったが、対戦するのは悪夢だっただろう。もちろん、メッシと一緒にプレーしたい。でも、彼はもうすぐ31歳だし、僕は急がないと（笑）。小さい頃、祖父はメッシの姿が背中に描かれた鮮やかな緑色のバルセロナのユニフォームをくれたんだ。このシャツは小さくなるまで着ていたよ。—フレンキー・デ・ヨング
9月14日、ラ・リーガ第4節バレンシア戦でスペインリーグ初得点を記録した。
2021年にシャビがバルセロナの監督に就任すると、2022-23シーズンはセンターバックとしてもプレー。2024年4月21日のエル・クラシコで右足首を負傷し、約半年の長期離脱を経験する。

## 代表経歴
U-15代表から各世代別代表でプレーし2018年9月、ペルーとの親善試合にてA代表デビュー。
UEFAネーションズリーグ2018-19では、決勝でポルトガルに敗れたものの準優勝に貢献した。
2019年9月7日、EURO2020予選のドイツ戦にて代表初ゴールを決めた。
2022年11月、ワールドカップカタール大会、第3戦のカタール戦で1ゴールを決めてチームの決勝トーナメント進出に貢献した。

## 人物・評価
狭いエリアを突破したり、深いところからボールを前方に運ぶ技術に長けており、優れたサッカーのビジョンを持ち、バランスの取れた選手である。UEFAチャンピオンズリーグ2018-19・ラウンド16のレアル・マドリード戦でルカ・モドリッチに尻もちをつかせた華麗な“ダブルタッチ”は各方面から賞賛された。2018年12月23日、エールディヴィジのシーズン前半戦後のインタビューで自分のプレーの改善点を質問されたデ・ヨングは「ミドルシュート、ロングパス、右足と左足。組み立てでもっと奥行きを見ること、フィニッシュの局面での貢献、もっと素早くスルーパスを出す相手を探すこと。それ以外にもまだまだたくさんある。」と矢継ぎ早に改善点を挙げて話題になった。フランス代表のアントワーヌ・グリーズマンは「今まで対峙してきた選手の中で一番の選手だった」と評した。バルセロナでアシスタントコーチを務めた経験のあるヘンク・テン・カテからはデコとシャビ・エルナンデスを掛け合わせたような選手であると評された。シャビ本人からは「バルセロナに必要なタイプの選手」と認められ、「セルヒオ・ブスケツに似ている」と語られている。
しかしバルセロナではアヤックス時代に見せていた輝きには及ばず、元オランダ代表ラファエル・ファン・デル・ファールトは「シュートをなかなか打とうとしない。あまり好きでないように見える」と語り、バルサのOBでもあるロナルド・デ・ブールも「まだまだ学び向上し続けなければならない。ロングパスの精度など」と指摘している。

## 個人成績
2024年2月16日現在
| クラブ             | シーズン       | リーグ戦               | リーグ戦 | リーグ戦 | カップ戦 | カップ戦 | 国際大会 | 国際大会 | その他 | その他 | 通算 | 通算 |
| クラブ             | シーズン       | ディビジョン           | 出場     | 得点     | 出場     | 得点     | 出場     | 得点     | 出場   | 得点   | 出場 | 得点 |
| ------------------ | -------------- | ---------------------- | -------- | -------- | -------- | -------- | -------- | -------- | ------ | ------ | ---- | ---- |
| ヴィレムII         | 2014–15        | エールディヴィジ       | 1        | 0        | 0        | 0        | -        | -        | -      | -      | 1    | 0    |
| ヴィレムII         | 2015–16        | エールディヴィジ       | 1        | 0        | 1        | 0        | -        | -        | -      | -      | 2    | 0    |
| ヴィレムII         | 通算           | 通算                   | 2        | 0        | 1        | 0        | 0        | 0        | 0      | 0      | 3    | 0    |
| ヨング・アヤックス | 2015–16        | エールステ・ディヴィジ | 15       | 2        | -        | -        | -        | -        | -      | -      | 15   | 2    |
| ヨング・アヤックス | 2016–17        | エールステ・ディヴィジ | 31       | 6        | -        | -        | -        | -        | -      | -      | 31   | 6    |
| ヨング・アヤックス | 通算           | 通算                   | 46       | 8        | 0        | 0        | 0        | 0        | 0      | 0      | 46   | 8    |
| アヤックス         | 2016–17        | エールディヴィジ       | 4        | 1        | 3        | 0        | 4        | 0        | -      | -      | 11   | 1    |
| アヤックス         | 2017–18        | エールディヴィジ       | 22       | 0        | 2        | 0        | 2        | 0        | -      | -      | 26   | 0    |
| アヤックス         | 2018–19        | エールディヴィジ       | 31       | 4        | 4        | 0        | 17       | 0        | -      | -      | 52   | 4    |
| アヤックス         | 通算           | 通算                   | 57       | 5        | 9        | 0        | 23       | 0        | 0      | 0      | 89   | 5    |
| バルセロナ         | 2019–20        | ラ・リーガ             | 29       | 2        | 3        | 0        | 9        | 0        | 1      | 0      | 42   | 2    |
| バルセロナ         | 2020-21        | ラ・リーガ             | 37       | 3        | 5        | 3        | 7        | 0        | 2      | 1      | 51   | 7    |
| バルセロナ         | 2021-22        | ラ・リーガ             | 32       | 3        | 2        | 0        | 12       | 1        | 1      | 0      | 47   | 4    |
| バルセロナ         | 2022-23        | ラ・リーガ             | 33       | 2        | 2        | 0        | 6        | 0        | 2      | 0      | 43   | 2    |
| バルセロナ         | 2023-24        | ラ・リーガ             | 16       | 1        | 3        | 0        | 2        | 0        | 2      | 0      | 23   | 1    |
| バルセロナ         | 2024-25        | ラ・リーガ             | 26       | 2        | 6        | 0        | 13       | 0        | 1      | 0      | 46   | 2    |
| バルセロナ         | 通算           | 通算                   | 173      | 13       | 21       | 3        | 49       | 1        | 9      | 1      | 252  | 18   |
| キャリア総通算     | キャリア総通算 | キャリア総通算         | 278      | 25       | 31       | 4        | 72       | 1        | 9      | 1      | 390  | 31   |

1. 1 2 3 4 5 6  スーペルコパ・デ・エスパーニャ

## 代表歴

### 出場大会
- オランダ代表
  - 2019年 - UEFAネーションズリーグ2018-19（準優勝）
  - 2021年 - UEFAネーションズリーグ2020-21
  - 2021年 - UEFA EURO 2020（ベスト16）
  - 2022年 - 2022 FIFAワールドカップ（ベスト8）
  - 2023年 - UEFAネーションズリーグ2022-23（4位）

### 試合数
- 国際Aマッチ 54試合 2得点（2018年 - ）[26]

| オランダ代表 | 国際Aマッチ | 国際Aマッチ |
| 年           | 出場        | 得点        |
| ------------ | ----------- | ----------- |
| 2018         | 5           | 0           |
| 2019         | 10          | 1           |
| 2020         | 7           | 0           |
| 2021         | 16          | 0           |
| 2022         | 12          | 1           |
| 2023         | 4           | 0           |
| 2024         |             |             |
| 通算         | 54          | 2           |

### 得点
| # | 開催日         | 開催地                                     | 対戦国   | スコア | 結果 | 大会                    |
| - | -------------- | ------------------------------------------ | -------- | ------ | ---- | ----------------------- |
| 1 | 2019年9月7日   | ハンブルク、フォルクスパルクシュタディオン | ドイツ   | 1-1    | 2-4  | UEFA EURO 2020予選      |
| 2 | 2022年11月29日 | アル＝ハウル、アル・バイト・スタジアム     | カタール | 2-0    | 2-0  | 2022 FIFAワールドカップ |

## タイトル

### クラブ
アヤックス
- エールディヴィジ：1回（2018-19）
- KNVBカップ：1回（2018-19）

バルセロナ
- プリメーラ・ディビシオン：2回（2022-23, 2024-25）
- コパ・デル・レイ：2回（2020-21, 2024-25）
- スーペルコパ・デ・エスパーニャ：2回（2022-23, 2024-25）

### 個人
- IFA FIFPro World XI・MF部門（2019年）

- UEFA Champions League Squad of the Season: 2018–19
- UEFA Champions League Midfielder of the Season: 2018–19